# Silchester
Silchester es una localidad situada en el condado de Hampshire, en Inglaterra (Reino Unido), con una población estimada a mediados de 2021 de 788 habitantes.
Se encuentra ubicada al suroeste de la región del Sudeste de Inglaterra, cerca de la ciudad de Winchester —la capital del condado—, de la costa del canal de la Mancha, de la frontera con la región del Sudoeste de Inglaterra y al suroeste de Londres.